# Moiré des Sudètes
Pour les articles homonymes, voir Moiré.
Erebia sudetica
Espèce
Statut de conservation UICN

 VU A2c : Vulnérable
Statut CITES
Le Moiré des Sudètes (Erebia sudetica) est un lépidoptère (papillon) appartenant à la famille des Nymphalidae, à la sous-famille des Satyrinae et au genre Erebia.

## Dénomination
Erebia sudetica a été nommé par Otto Staudinger en 1861.
Synonyme : Erebia liorana De Lesse, 1947.

### Sous-espèces
- Erebia sudetica sudetica Staudinger, 1861 ; Slovénie, Tchéquie, Pologne, Slovaquie et Roumanie.
- Erebia sudetica liorana de Lesse, 1947 ; en France dans le Cantal.
- Erebia sudetica belledanoe Cupedo, 1996 ; en France dans l'Isère et en Savoie[2].

### Noms vernaculaires
Le Moiré des Sudètes se nomme en anglais Sudeten Ringlet.

## Description
Le Moiré des Sudètes est un petit papillon, marron foncé orné d'une bande de couleur rousse orangée formée de macules pupillées de noir.
Le revers est identique.

## Biologie

### Période de vol et hivernation
Il vole de juillet à fin août en une seule génération.

### Plantes hôtes
Les plantes hôtes des chenilles sont diverses poacées (graminées) : Anthoxanthum odoratum, Festuca supina, Deschampsia caespitosa,.

## Écologie et distribution
Il est présent en Europe, sous forme de plusieurs isolats en France, Suisse, Italie, puis en Slovénie, République tchèque, Pologne, Slovaquie, Roumanie,.
En France métropolitaine il est présent sous forme d'un isolat dans le Cantal et d'un autre en Savoie et Isère.

### Biotope
Il réside dans les prairies humides.

### Protection
Le Moiré des Sudètes est inscrit sur la liste des insectes strictement protégés de l'annexe 2 de la Convention de Berne.
Il est inscrit sur la liste des insectes strictement protégés de l'annexe IV de la Directive Habitats du Conseil de l'Europe concernant la conservation des habitats naturels ainsi que de la faune et de la flore sauvages du 21 mai 1992.
En France le Moiré des Sudètes est inscrit sur la liste rouge des insectes de France métropolitaine (article 2 de l'arrêté du 23 avril 2007 fixant la liste des insectes protégés sur le territoire national).